# 83. Infanterie-Division (Wehrmacht)
La 83. Infanterie-Division fu una divisione dell'esercito tedesco attiva durante la seconda guerra mondiale che venne creata nel 1939 e partecipò alla Campagna di Francia e che dal 1942 venne schierata sul Fronte Orientale dove venne distrutta nel 1945.

## Storia

### Formazione e campagna di Francia
La divisione venne costituita il 1º dicembre 1939 nell'area di addestramento militare di Bergen ed era equipaggiata con armi ceche. La divisione prese parte alla Campagna di Francia a partire dal marzo 1940; fu mandata in ferie dall'agosto 1940 al febbraio 1941, quando fu richiamata in servizio nella posizione di difesa costiera che si trovava vicino a Cherbourg, il quartier generale, invece, era posizionato a Valognes ed il resto della divisione si estendeva da Isigny fino a les Piex.

### Fronte Orientale e fine guerra
All'inizio del 1942 fu inviata sul fronte orientale ed il 24 novembre fu colpita dalla 9ª armata russa nell'area di Velikiye Luki e nei pesanti combattimenti che seguirono fu quasi completamente annientata. Entro l'11 dicembre la divisione raggiunse l'area di Bashmakovo ed attaccò nuovamente il 14 dicembre in direzione di Velikiye Luki con la 291. Infanterie-Division e la 20. Infanterie-Division, ma senza ottenere alcun successo. 
Tra il 1943 e il 1944 la divisione combatté in numerose battaglie difensive e verso la fine del 1944 fu spinta nella sacca di Curlandia, tuttavia fu evacuata via mare; successivamente combatté contro l'Armata Rossa nella Prussia orientale e dopo essere stata circondata subì gravi perdite nel marzo 1945. Le truppe rimanenti furono trasferite via mare a Samland, ma fu respinta verso Pillau, dove formò l'ultima retroguardia a difesa del porto, ma fu ulteriormente respinta sulla penisola di Hela, dove fu fatta prigioniera dai sovietici.

## Ordine di battaglia
83. Infanterie-Division 1939
- Infanterie-Regiment 251
- Infanterie-Regiment 257
- Infanterie-Regiment 277
- Artillerie-Regiment 183
- Radfahrschwadron 183
- Panzerabwehr-Abteilung 183
- Pionier-Bataillon 183
- Nachrichten-Abteilung 183
- Infanterie-Divisions-Nachschubführer 183

83. Infanterie-Division 1943
- Grenadier-Regiment 251
- Grenadier-Regiment 257
- Grenadier-Regiment 547
- Füsilier-Bataillon 83
- Artillerie-Regiment 183
- Feldersatz-Bataillon 183
- Panzerjäger-Abteilung 183
- Pionier-Bataillon 183
- Nachrichten-Abteilung 183
- Infanterie-Divisions-Nachschubführer 183

83. Infanterie-Division 1945
- Grenadier-Regiment 251
- Grenadier-Regiment 257
- Grenadier-Regiment 277
- Divisions-Füsilier-Bataillon 83
- Artillerie-Regiment 183
- Feldersatz-Bataillon 183
- Panzerjäger-Abteilung 183
- Pionier-Bataillon 183
- Nachrichten-Abteilung 183
- Infanterie-Divisions-Nachschubführer 183
- Panzerjäger-Abteilung 183
- Divisions-Versorgungs-Regiment 183

## Decorazioni
Alcuni soldati della 83. Infanterie-division furono premiati per le loro azioni in guerra:
- Croce Tedesca
  - in oro: 36
  - in argento: 1
- Croce di Cavaliere della croce di ferro: 17
- Distintivo per combattimenti ravvicinati:
  - in bronzo: 1

## Comandanti
- Generalmajor Kurt von der Chevallerie (1º dicembre 1939 - 10 dicembre 1940)
- Generalleutnant Alexander von Zülow (10 dicembre 1940 - 13 febbraio 1942)
- Generalmajor Adolf Sinzinger (13 febbraio 1942 - 2 novembre 1942)
- Generalleutnant Theodor Scherer (2 novembre 1942 - 1º marzo 1944)
- Generalmajor Wilhelm Heun (1º marzo 1944 - 28 giugno 1944)
- Generalmajor Heinrich Götz (28 giugno 1944 - 22 agosto 1944)
- Generalleutnant Wilhelm Heun (22 agosto 1944 - 27 marzo 1945)
- Generalmajor Maximilian Wengler (27 marzo 1945 - 25 aprile 1945)
- Oberst Hellmuth Raatz (25 aprile 1945 - 26 aprile 1945)[1]